# Ruda (rejon rohatyński)
Ruda (ukr. Руда) – wieś na Ukrainie w rejonie rohatyńskim obwodu iwanofrankiwskiego, nad Gniłą Lipą.

## Urodzeni
- Leon Koppens
- Edmund Nawrocki